# Micranthes spicata
Micranthes spicata är en stenbräckeväxtart som först beskrevs av David Don, och fick sitt nu gällande namn av John Kunkel Small. Micranthes spicata ingår i släktet rosettbräckor, och familjen stenbräckeväxter. Inga underarter finns listade i Catalogue of Life.